# Joeri Verlinden
Joeri Jordi Verlinden (* 22. Januar 1988 in Roermond) ist ein ehemaliger niederländischer Schwimmer. Bei Europameisterschaften auf der 50-Meter-Bahn erschwamm er einmal Silber und einmal Bronze. Auf der 25-Meter-Bahn waren es einmal Gold, zweimal Silber und zweimal Bronze.

## Sportliche Karriere
Joeri Verlinden war ein Spezialist im Schmetterlingsschwimmen. Er schwamm bis 2017 in der Trainingsgruppe von Marcel Wouda beim Nationaal Zweminstituut Eindhoven.

### Die Jahre bis zur ersten Olympiateilnahme 2012
Im März 2008 bei den Europameisterschaften in Eindhoven schied Verlinden über 50 Meter und über 100 Meter Schmetterling im Halbfinale aus. Einen Monat später bei den Kurzbahnweltmeisterschaften in Manchester belegte Verlinden mit der 4-mal-100-Meter-Lagenstaffel den achten Platz. Ende des Jahres wurde Verlinden bei den Kurzbahneuropameisterschaften in Rijeka Siebter über 100 Meter Schmetterling.
2009 bei den Weltmeisterschaften in Rom erreichte Verlinden das Halbfinale über 200 Meter Schmetterling. Ende des Jahres bei den Kurzbahneuropameisterschaften in Istanbul belegte Verlinden den fünften Platz mit der 4-mal-50-Meter-Lagenstaffel. Bei seinen Einzelstarts wurde er Sechster über 50 Meter, Vierter über 100 Meter und Fünfter über 200 Meter Schmetterling.
Im August 2010 bei den Europameisterschaften in Budapest schlug Verlinden als Sechster über 50 Meter Schmetterling an. Über 100 Meter Schmetterling siegte der Russe Jewgeni Korotyschkin mit 0,09 Sekunden Vorsprung vor Verlinden, der das Ziel seinerseits 0,34 Sekunden vor dem drittplatzierten Polen Konrad Czerniak erreichte. Die niederländische 4-mal-100-Meter-Lagenstaffel mit Nick Driebergen, Lennart Stekelenburg, Joeri Verlinden und Sebastiaan Verschuren wurde Dritte hinter Franzosen und Russen. Im November bei den Kurzbahneuropameisterschaften in Eindhoven schwamm die 4-mal-50-Meter-Lagenstaffel auf den vierten Platz, wobei zur Bronzemedaille 0,08 Sekunden fehlten. Über 100 Meter Schmetterling siegte der Deutsche Steffen Deibler mit 0,57 Sekunden Vorsprung vor Verlinden, 0,40 weitere Sekunden dahinter wurde der Slowene Peter Mankoč Dritter. Über 50 Meter Schmetterling gewann Deibler vor dem Ukrainer Andrij Howorow, eine halbe Sekunde nach dem Ukrainer wurde Verlinden Dritter und schlug 0,02 Sekunden vor dem Italiener Paolo Facchinelli anschlug. Einen Monat später bei den Kurzbahnweltmeisterschaften in Dubai wurde Verlinden Sechster über 100 Meter Schmetterling. Auf den anderen beiden Schmetterlingsdistanzen verfehlte Verlinden das Finale.
Im Juni 2011 siegte Verlinden bei den niederländischen Meisterschaften auf allen drei Schmetterlingsstrecken. Bei den Weltmeisterschaften in Shanghai schied Verlinden über 50 Meter Schmetterling im Halbfinale aus. Über 100 Meter Schmetterling erreichte er den siebten Platz. Die 4-mal-100-Meter-Lagenstaffel mit Driebergen, Stekelenburg, Verlinden und Verschuren wurde Fünfte. Im Dezember 2011 bei den Kurzbahneuropameisterschaften in Stettin belegte die 4-mal-50-Meter-Lagenstaffel genauso den vierten Platz wir Verlinden über 100 Meter Schmetterling.
Bei den Olympischen Spielen 2012 in London trat Verlinden in zwei Disziplinen an und erreichte beide Male das Finale. Im Endlauf über 100 Meter Schmetterling wurde Verlinden Sechster mit 0,38 Sekunden Rückstand auf die beiden zeitgleichen Gewinner der Silbermedaille. Die Lagenstaffel mit Driebergen, Stekelenburg, Verlinden und Verschuren erreichte das Ziel als Siebte. Im November 2012 bei den Kurzbahneuropameisterschaften in Chartres wurde Verlinden Vierter über 100 Meter und Fünfter über 50 Meter Schmetterling. Über 200 Meter Schmetterling erkämpfte er die Bronzemedaille mit 0,09 Sekunden Rückstand auf den zweitplatzierten Dänen Viktor Bromer. Im Dezember bei den Kurzbahnweltmeisterschaften in Istanbul wurde Verlinden als bester Europäer Vierter über 100 Meter Schmetterling. Es folgten der siebte Platz über 50 Meter Schmetterling und der fünfte Platz über 200 Meter Schmetterling.

### Die Jahre von 2013 bis zum Karriereende 2021
Nachdem Verlinden 2013 kaum angetreten war, kehrte er 2014 zurück. Bei den Europameisterschaften in Berlin schied er im Halbfinale über 50 Meter Schmetterling als 12. aus. Über 100 Meter Schmetterling wurde er Siebter, wobei ihm nur 0,25 Sekunden von der Bronzemedaille trennten. Die 4-mal-100-Meter-Lagenstaffel mit Bastiaan Lijesen, Bram Dekker, Verlinden und Verschuren schwamm auf den achten Platz.
Im Mai 2016 wurde Verlinden bei den Europameisterschaften in London Siebter über 50 Meter Schmetterling. Im August schied Verlinden bei den olympischen Schwimmwettbewerben in Rio de Janeiro als 22. der Vorläufe über 100 Meter Schmetterling aus, für die Halbfinalqualifikation fehlten ihm 0,41 Sekunden.
Ende 2017 bei den Kurzbahneuropameisterschaften 2017 in Kopenhagen wurde Verlinden Fünfter über 100 Meter Schmetterling und Sechster über 200 Meter Schmetterling. Die 4-mal-50-Meter-Mixed-Lagenstaffel erreichte in der Besetzung Kira Toussaint, Timon Evenhuis, Joeri Verlinden und Tamara van Vliet den Endlauf mit der viertschnellsten Vorlaufzeit. Im Finale waren Kira Toussaint, Arno Kamminga, Joeri Verlinden und Ranomi Kromowidjojo über zweieinhalb Sekunden schneller als die Vorlaufstaffel. Das niederländische Quartett siegte mit 0,03 Sekunden vor dem belarussischen Team, die französische Staffel wurde 0,01 Sekunden dahinter Dritte. Alle sechs Beteiligten aus den Niederlanden erhielten eine Goldmedaille.
Im Jahr darauf bei den Europameisterschaften in Glasgow belegte die 4-mal-100-Meter-Mixed-Lagenstaffel mit Toussaint, Kamminga, Verlinden und Kromowidjojo den vierten Platz mit 0,72 Sekunden Rückstand auf die Bronzemedaille. Nachdem Verlinden über 100 Meter Schmetterling im Halbfinale ausgeschieden war, belegte die 4-mal-100-Meter-Lagenstaffel mit Nyls Korstanje, Arno Kamminga, Joeri Verlinden und Stan Pijnenburg den siebten Rang.
Ende 2019 bei den Kurzbahneuropameisterschaften in Glasgow erschwamm die 4-mal-50-Meter-Lagenstaffel mit Kira Toussaint, Arno Kamminga, Joeri Verlinden und Femke Heemskerk den zweiten Platz hinter dem russischen Team. Jesse Puts erhielt eine Silbermedaille für seinen Vorlaufeinsatz. Über 100 Meter Schmetterling fehlten Verlinden als Halbfinalneuntem 0,06 Sekunden zum Finaleinzug.
2021 schied Verlinden bei den eigentlich für 2020 angesetzten Europameisterschaften in Budapest über 50 Meter Schmetterling und über 100 Meter Schmetterling im Vorlauf aus. Für die Olympischen Spiele in Tokio konnte er sich nicht mehr qualifizieren.